# Danh sách bài hát thu âm bởi Vũ Cát Tường

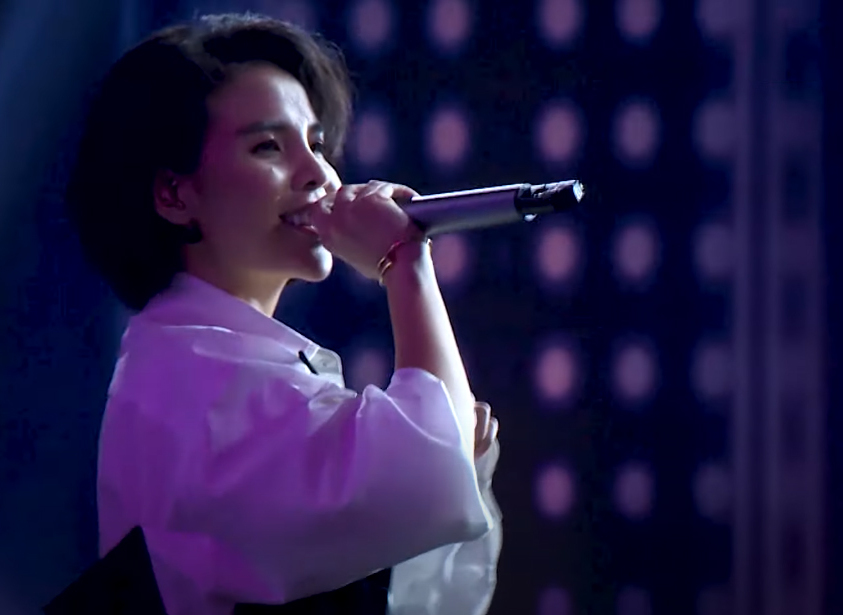
Vũ Cát Tường trên sân khấu vào năm 2020.

Vũ Cát Tường được biết đến ngoài là một ca sĩ có giọng hát nội lực, cô còn ghi dấu ấn khi là một nhạc sĩ, nhà sản xuất âm nhạc tài năng. Những sáng tác của Vũ Cát Tường không chỉ được khán giả yêu mến mà còn được giới chuyên môn đánh giá cao. Trong suốt chặng đường âm nhạc, Tường gần như sáng tác tất cả các bài hát của mình.
Những sáng tác của Vũ Cát Tường chủ yếu theo thể loại R&B, Soul. Ngoài ra, Vũ Cát Tường còn có rất nhiều bài hát mang phong cách của Electropop, Pop, Blues, Jazz, Alternative rock, Funk, Ballad, Hiphop,...
Năm 2014, Tường cho ra mắt album đầu tiên trong sự ngiệp ca hát - Giải mã. Sau đó mãi tới 3 năm sau Tường mới ra mắt album thứ hai mang tên Stardom. Đây là album Tường thử nghiệm với dòng nhạc mới là rap/hiphop ngoài thể loại pop, R&B, soul sở trường của mình. Album này đánh dấu sự hợp tác của Vũ Cát Tường với ông lớn Universal Music Group, đây cũng là album đầu tiên của nghệ sĩ Việt Nam được phân phối bởi Universal Music Group trên toàn thế giới.
Trong khoảng từ năm 2015 đến 2017, Tường cho ra mắt hàng loạt những single.

## Danh sách bài hát
| † | Phát hành dưới dạng đĩa đơn                    |
| # | Phát hành dưới dạng đĩa đơn quảng bá           |
| ‡ | Bài hát được sáng tác toàn bộ bởi Vũ Cát Tường |

| Bài hát                                | Nghệ sĩ                                  | Tác giả                                     | Album                         | Năm  | Nguồn             |
| -------------------------------------- | ---------------------------------------- | ------------------------------------------- | ----------------------------- | ---- | ----------------- |
| "Như chưa bắt đầu"                     | Vũ Cát Tường                             | Vũ Cát Tường ‡                              | Đĩa đơn không nằm trong album | 2012 |                   |
| "Cho em mơ (nhạc phim Miền Chân Sóng)" | Vũ Cát Tường                             | Trần Đức Quang                              | Đĩa đơn không nằm trong album | 2013 | [ 1 ]             |
| "Đông"                                 | Vũ Cát Tường                             | Vũ Cát Tường ‡                              | Giải mã                       | 2013 | [ cần dẫn nguồn ] |
| "Vết mưa" #                            | Vũ Cát Tường                             | Vũ Cát Tường ‡                              | Giải mã                       | 2013 | [ 2 ]             |
| "Phai"                                 | Vũ Cát Tường                             | Vũ Cát Tường ‡                              | Giải mã                       | 2014 | [ 3 ]             |
| "Niềm yêu khác"                        | Vũ Cát Tường                             | Vũ Cát Tường ‡                              | Giải mã                       | 2014 | [ 4 ]             |
| "Anh và anh"                           | Vũ Cát Tường                             | Vũ Cát Tường ‡                              | Giải mã                       | 2014 | [ 4 ]             |
| "Yêu xa"                               | Vũ Cát Tường                             | Vũ Cát Tường ‡                              | Giải mã                       | 2014 | [ 5 ]             |
| "Hẹn yêu"                              | Vũ Cát Tường                             | Vũ Cát Tường ‡                              | Giải mã                       | 2014 | [ 4 ]             |
| "Chơ vơ"                               | Vũ Cát Tường                             | Vũ Cát Tường ‡                              | Giải mã                       | 2014 | [ 4 ]             |
| "Hôn"                                  | Vũ Cát Tường                             | Vũ Cát Tường ‡                              | Giải mã                       | 2014 | [ 4 ]             |
| "Góc đa hình"                          | Vũ Cát Tường                             | Vũ Cát Tường ‡                              | Đĩa đơn không nằm trong album | 2015 | [ 4 ]             |
| "Mơ"                                   | Vũ Cát Tường                             | Vũ Cát Tường ‡                              | Đĩa đơn không nằm trong album | 2015 | [ 6 ]             |
| "Don't you go"                         | Vũ Cát Tường                             | Vũ Cát Tường ‡                              | Đĩa đơn không nằm trong album | 2016 | [ 7 ]             |
| "Góc ban công"                         | Vũ Cát Tường                             | Vũ Cát Tường ‡                              | Đĩa đơn không nằm trong album | 2016 | [ 8 ]             |
| "Tôi"                                  | Vũ Cát Tường hợp tác với Thụy Bình       | Vũ Cát Tường ‡                              | Đĩa đơn không nằm trong album | 2016 | [ 9 ]             |
| "Ngày hôm qua"                         | Vũ Cát Tường                             | Vũ Cát Tường ‡                              | Đĩa đơn không nằm trong album | 2016 | [ 10 ]            |
| "Em ơi"                                | Vũ Cát Tường hợp tác với Hakoota Dũng Hà | Vũ Cát Tường ‡                              | Đĩa đơn không nằm trong album | 2017 | [ 11 ]            |
| "Cô gái ngày hôm qua"                  | Vũ Cát Tường                             | Vũ Cát Tường ‡                              | Đĩa đơn không nằm trong album | 2017 | [ 12 ]            |
| "Vài phút trước"                       | Vũ Cát Tường                             | Vũ Cát Tường ‡                              | Đĩa đơn không nằm trong album | 2017 | [ 13 ]            |
| "Vài phút trước" (piano)               | Vũ Cát Tường                             | Vũ Cát Tường ‡                              | Đĩa đơn không nằm trong album | 2017 | [ 14 ]            |
| "Buổi sáng bình thường"                | Vũ Cát Tường                             | Vũ Cát Tường ‡                              | Đĩa đơn không nằm trong album | 2016 | [ 15 ]            |
| "Forever Mine"                         | Vũ Cát Tường                             | Vũ Cát Tường ‡                              | Đĩa đơn không nằm trong album | 2017 | [ 16 ]            |
| "Come back home"                       | Vũ Cát Tường                             | Vũ Cát Tường ‡                              | Đĩa đơn không nằm trong album | 2017 | [ 17 ]            |
| "Chiến thắng"                          | Vũ Cát Tường                             | Vũ Cát Tường ‡                              | Đĩa đơn không nằm trong album | 2018 | [ 18 ]            |
| "You are mine"                         | Vũ Cát Tường                             | Vũ Cát Tường ‡                              | Đĩa đơn không nằm trong album | 2018 | [ 19 ]            |
| "You are mine" (piano)                 | Vũ Cát Tường                             | Vũ Cát Tường ‡                              | Đĩa đơn không nằm trong album | 2018 |                   |
| "Leader" #                             | Vũ Cát Tường                             | Vũ Cát Tường ‡                              | Stardom                       | 2018 | [ 20 ]            |
| "Stardom"                              | Vũ Cát Tường                             | Vũ Cát Tường ‡                              | Stardom                       | 2018 | [ 21 ]            |
| "Be A Fool"                            | Vũ Cát Tường                             | Vũ Cát Tường ‡                              | Stardom                       | 2018 | [ 21 ]            |
| "Nobody"                               | Vũ Cát Tường                             | Vũ Cát Tường ‡                              | Stardom                       | 2018 | [ 21 ]            |
| "One Second"                           | Vũ Cát Tường                             | Vũ Cát Tường ‡                              | Stardom                       | 2018 | [ 21 ]            |
| "San Francisco"                        | Vũ Cát Tường                             | Vũ Cát Tường ‡                              | Stardom                       | 2018 | [ 21 ]            |
| "If"                                   | Vũ Cát Tường                             | Vũ Cát Tường ‡                              | Stardom                       | 2018 | [ 21 ]            |
| "Gucci In Town"                        | Vũ Cát Tường                             | Vũ Cát Tường ‡                              | Stardom                       | 2018 | [ 21 ]            |
| "This Love"                            | Vũ Cát Tường                             | Vũ Cát Tường ‡                              | Stardom                       | 2018 | [ 21 ]            |
| "The Party Song"                       | Vũ Cát Tường                             | Vũ Cát Tường ‡                              | Stardom                       | 2018 | [ 21 ]            |
| "Chrismas night"                       | Vũ Cát Tường                             | Vũ Cát Tường ‡                              | Đĩa đơn không nằm trong album | 2018 | [ 22 ]            |
| "Có người" #                           | Vũ Cát Tường                             | Vũ Cát Tường ‡                              | Inner Me                      | 2019 | [ 23 ]            |
| " Dõi theo (Watching You From Afar)"   | Vũ Cát Tường                             | Vũ Cát Tường Benjamin James                 | Inner Me                      | 2019 | [ 24 ]            |
| "Hỏi thăm (How Are You)"               | Vũ Cát Tường                             | Vũ Cát Tường Minh                           | Inner Me                      | 2019 | [ 24 ]            |
| "Gió (Wind)"                           | Vũ Cát Tường                             | Vũ Cát Tường ‡                              | Inner Me                      | 2019 | [ 24 ]            |
| "The Old You"                          | Vũ Cát Tường                             | Vũ Cát Tường Minh Benjamin James            | Inner Me                      | 2019 | [ 24 ]            |
| "Ticket For Two"                       | Vũ Cát Tường                             | Vũ Cát Tường Benjamin James Minh            | Inner Me                      | 2019 | [ 24 ]            |
| "Yours"                                | Vũ Cát Tường                             | Vũ Cát Tường Benjamin James Vũ Thảo My Minh | Inner Me                      | 2019 | [ 24 ]            |
| "Forever Mine"                         | Vũ Cát Tường                             | Vũ Cát Tường ‡                              | Inner Me                      | 2019 | [ 24 ]            |
| "Gió (Wind)" (Chill version)           | Vũ Cát Tường                             | Vũ Cát Tường ‡                              | Inner Me                      | 2019 | [ 24 ]            |
| "Tomorrow" (Tiếng Việt Version)        | Vũ Cát Tường                             | Vũ Cát Tường ‡                              | Đĩa đơn không nằm trong album | 2020 | [ 25 ]            |
| "Tomorrow" (Tiếng Anh Version)         | Vũ Cát Tường                             | Vũ Cát Tường Benjamin James Minh            | Đĩa đơn không nằm trong album | 2020 | [ 25 ]            |
| "Hành tinh ánh sáng" #                 | Vũ Cát Tường                             | Vũ Cát Tường ‡                              | Một triệu năm ánh sáng        | 2020 | [ 26 ]            |
| "Tìm hành tinh khác"                   | Vũ Cát Tường hợp tác với Onic            | Vũ Cát Tường ‡                              | Một triệu năm ánh sáng        | 2020 | [ 26 ]            |
| "Phi hành gia cô đơn"                  | Vũ Cát Tường                             | Vũ Cát Tường ‡                              | Một triệu năm ánh sáng        | 2020 | [ 26 ]            |
| "Một triệu năm ánh sáng"               | Vũ Cát Tường                             | Vũ Cát Tường ‡                              | Một triệu năm ánh sáng        | 2020 | [ 26 ]            |
| "Planet E" (Bonus Track)               | Vũ Cát Tường                             | Vũ Cát Tường Benjamin James Minh            | Một triệu năm ánh sáng        | 2020 | [ 26 ]            |